# What's Going On (canção)
"What's Going On" é uma canção escrita por Marvin Gaye, Renaldo Benson e Al Cleveland, inspirada por um fato real de brutalidade policial testemunhada por Benson na Califórnia dos anos 60. Lançada como single em 10 de janeiro de 1971 pela Tamla, uma subsidiária da Motown Records, e posteriormente no álbum homônimo de Gaye em março do mesmo ano, ela se tornou um grande sucesso comercial e de crítica, vendendo cerca de dois milhões de cópias, chegando ao segundo lugar da lista pop e ao primeiro da lista R&B da Billboard.
Com uma orientação musical que passa pelo soul, funk, jazz, gospel e orquestração de música clássica, sua letra de cunho político é uma meditação sobre os problemas e transformações sociais que afligiam os Estados Unidos e o mundo na época. Foi eleita pela revista Rolling Stone como a 4ª maior canção de todos os tempos e pelo Metro Times de Detroit como a nº1 entre as "100 Maiores Canções de Detroit de Todos os Tempos".

## Inspiração e composição
A inspiração para a música veio de Renaldo "Obie" Benson, cantor do Four Tops, grupo de Detroit e da Motown assim como Gaye, quando ele e os demais membros chegaram em turnê em Berkeley, Califórnia, em 15 de maio de 1969.:155 Benson e os companheiros testemunharam a violência e a brutalidade da polícia no People's Park contra manifestantes locais que protestavam contra a ocupação do parque pelo governo, contra a Guerra do Vietnã e contra o Conflito árabe-israelense, no que ficou conhecido como "Quinta-feira Sagrenta".:155 Chocado com o que viu, Benson disse a um amigo escritor que quando viu aquilo se perguntou: "O que está acontecendo aqui?" Uma pergunta levou a outra. "Porque eles estão enviando garotos para o além-mar tão longe de suas famílias? Porque eles estão atacando suas próprias crianças nas ruas?":155 
Posteriormente, ele comentou o fato com o amigo e compositor Al Cleveland, que compôs uma música refletindo suas preocupações. Benson então quis que seu grupo gravasse a canção, mas os outros integrantes do Four Tops se negaram, dizendo se tratar de uma canção de protesto, no que ele replicou: "Não caras, é uma canção de amor, de amor e entendimento. Eu não estou protestando, eu só quero saber o que está acontecendo".:155
Em 1970, Benson apresentou a canção, ainda sem título, a Marvin Gaye, que colocou uma nova melodia e fez modificações na letra para que ficasse mais a seu estilo. Benson diria mais tarde que Gaye refinou e enriqueceu a canção, "adicionando coisas que a deixaram mais ghetto, mais natural, fazendo-a parecer mais uma história que uma música. Nós tiramos as medidas do terno para ele e ele o costurou maravilhosamente bem.":157 Gaye deu um título à canção, "What's Going On" ("O que está acontecendo?"). Inicialmente ele pensou que a música ficaria melhor se gravada pelo grupo The Originals mas Benson o convenceu a gravá-la ele próprio.
Gaye, por seu lado, se inspirou nos distúrbios sociais que aconteciam nos Estados Unidos, especialmente os Tumultos de Watts, em 1965, que ele considerava um ponto de virada em sua vida, durante o qual, já um cantor de sucesso, perguntou a si mesmo: "Com o mundo explodindo à minha volta, como é que eu vou continuar cantando canções de amor?".:156 Ele também foi influenciado por conversas emotivas com seu irmão Frankie, que havia retornado de três anos de serviço militar no Vietnã e pela morte de seu primo homônimo na guerra.:156. Nesta época, apesar de ser o principal cantor de sua gravadora, ele também encontrava-se num período emocional difícil da vida, enfrentando turbulências em seu casamento com Anna Gordy, irmã do dono da Motown, Berry Gordy, devastado com a morte causada por um tumor cerebral de sua parceira de duetos Tammi Terrell, ocorrida em março daquele ano, e vivia atormentado por sua relação com seu pai puritano, Marvin Sr – que o mataria treze anos depois. Durante uma conversa telefônica com Gordy, que estava em férias nas Bahamas na época, Gaye disse ao chefe que queria gravar uma canção de protesto, ao que o empresário respondeu: "Marvin, não seja ridículo, isso é levar as coisas longe demais.":157

## Gravação
Em 1 de junho de 1970, Gaye entrou em estúdio, o Hitsville U.S.A., em Detroit, para gravar a música. Animado pelo recente sucesso de suas produções para os discos do grupo vocal The Originals, ele mesmo resolveu produzir a canção, misturando músicos de estúdio regulares da Motown com outros contratados por ele especialmente para a gravação. A linha de saxofone alto da abertura, criada pelo saxofonista Eli Fontaine, não estava prevista originalmente; assim que Gaye ouviu o riff mandou Fontaine embora dizendo que seu trabalho havia terminado. Fontaine protestou dizendo que estava apenas brincando com o instrumento; Gaye respondeu que a brincadeira dele soou primorosa e que ele estava dispensado, agradecendo a colaboração. O ambiente descontraído do estúdio era proporcionado pela maconha consumida aberta e constantemente por Gaye e demais músicos e técnicos.:157
O virtuoso baixista James Jamerson foi incluído na sessão depois de Gaye localizá-lo tocando com uma banda num bar próximo. O respeitado maestro e arranjador da Motown David Van De Pitte declarou a Ben Edmonds, em seu livro sobre Marvin Gaye, que Jameson sempre carregava uma garrafa de Metaxa, uma aguardente grega, na caixa do contrabaixo e era capaz de tomá-la inteira sem ser afetado para tocar o instrumento; a tolerância do músico ao álcool era incrível. Na noite em que entrou no estúdio para gravar a linha de baixo, ele não conseguiu se acomodar direito na cadeira e gravou todos os riffs sentado no chão. Segundo De Pitte, essa foi uma gravação em que Jameson, um grande improvisador virtuose, respeitou exatamente o que foi escrito:"em "What's Going On", Jameson simplesmente tocou como tinha sido escrito. Ele adorou o arranjo porque eu o criei exatamente para a maneira como ele tocava." A mulher dele, Anne Jameson, declarou mais tarde que quando o marido chegou em casa após a gravação, disse que a canção em que estivera trabalhando era uma "obra-prima", uma das poucas ocasiões em que ele havia falado de maneira entusiasmada sobre seu trabalho com ela.:62 Marvin Gaye também adicionou sua própria instrumentação, tocando piano, teclado elétrico e cajón, para acentuar a bateria de Chet Forest.
Para acentuar mais a abordagem descontraída da música, Gaye convidou os jogadores de futebol americano do Detroit Lions Mel Farr e Lem Barney, que junto com Gaye e o Funk Brothers, os músicos de estúdio da Motown, adicionaram uma tagarelice vocal na gravação, simulando uma conversa entre eles. O músico, compositor, funcionário da Motown e confidente de Gaye, Elgie Stover, é a voz que abre a conversação no início da canção com um "hey, man, what's happening? e "everything is everything". Depois Gaye trouxe Farr e Barney para gravar o vocal de apoio com ele. A faixa com o ritmo e o overdub foram gravados em Hitsville e as cordas, metais, vocal e vocal de apoio no Golden World Studios.
Depois de escutar a gravação final da música, Gaye pediu ao engenheiro de som Kenneth Sands que lhe passasse duas gravações separadas do vocal principal para que escolhesse uma para o lançamento; por engano, Sands mixou os dois vocais na mesma fita; quando Marvin ouviu aquilo, ficou impressionado com o resultado e resolveu mantê-lo, influenciando suas gravações posteriores onde gravava com uma multi-camada de vocais adicionados em três partes diferentes de vocais. A canção também é notável por usar acordes em sétima aumentada e sétima diminuta, o que não era comum nos arranjos da época. Gaye gravou o lado B do compacto, "God is Love", no mesmo dia.
Antes de apresentar a música a Gordy, Gaye introduziu um fade falso no fim da canção, trazendo-a de volta por alguns segundos após o final pré-determinado. Quando Gordy a ouviu na Califórnia, disse que era "a pior coisa que ele já tinha ouvido na vida" e vetou o lançamento.:157 A infame frase hoje se tornou histórica do mundo da música. Quando o produtor Harry Balk lhe pediu que lançasse o single, ele respondeu que "aquela coisa Dizzy Gillespie, aquele scat no meio, aquilo é velho". Gaye respondeu recusando-se a fazer qualquer outra gravação para a Motown enquanto "What's Going On" não fosse lançada.:157 Quando Gordy tentou convencer Smokey Robinson, um dos poucos no Departamento de Qualidade da gravadora que havia apoiado o lançamento da música, a fazer Gaye tirar aquilo da cabeça, Robinson declarou que era perda de tempo e que Gaye nunca cederia.

### Créditos de gravação
- Vocal: Marvin Gaye
- Backing vocal: Mel Farr e Lem Barne
- Backing vocal adicional (harmonia): The Andantes – Jackie Hicks, Marlene Barrow e Louvain Demps
- Conversa em interlúdio: Marvin Gaye, Mel Farr, Lem Barney, Elgie Stover, Kenneth Stover, Bobby Rogers e The Funk Brothers
- Instrumentos: The Funk Brothers, The Detroit Symphony Orchestra e Marvin Gaye
- Arranjo: David Van De Pitte
- Produção: Marvin Gaye
- Engenheiro de som: Kenneth Sands
- Compositores: Renaldo Benson, Al Cleveland e Marvin Gaye

## Sucesso comercial
Ansioso por um produto de Gaye, diante da negativa de Gordy Harry Balk foi ao vice-presidente de vendas da gravadora, Barney Ales, que, convencido por Balk e sem o conhecimento do chefe, lançou a single em 17 de janeiro de 1971. Ales prensou 100 mil cópias do disco e as enviou para as rádios de todo o país. O sucesso foi instantâneo, fazendo com que o disco vendesse 200 mil cópias numa única semana. A canção veio a se tornar um grande sucesso em todo mundo, chegando ao nº1 das paradas em março por cinco semanas consecutivas na Billboard R&B, uma semana na parada pop da Cashbox e chegando ao nº2 da Billboard Hot 100, vendendo um total de dois milhões de cópias, tornando-se a single de vendas mais rápidas da história da Motown até aquela data. O sucesso, que veio junto com fartos elogios da crítica, forçou Berry Gordy a conceder a Marvin Gaye total controle sobre suas produções, o que resultou no álbum What's Going On, lançado em maio daquele ano:157 e que hoje é considerado pela Rolling Stone o mais brilhante álbum de protesto jamais gravado.

## Crítica
Vince Aletti, da revista Rolling Stone, quando da resenha do álbum, escreveu sobre a música que enquanto a letra era "quase brilhante", o som da canção ajudava a dar o clima do resto do álbum, e que "ela captura uma certa insatisfação dolorida que faz parte do estado de espírito do álbum"; décadas depois a revista virtual Slant resenhou que "a canção apresenta um som contraditório, com seu tom triste sendo um contraste para a atmosfera de festa das conversas dos vocais." e deu-lhe 4 do máximo de 5 estrelas. Em 2011, no 40º aniversário de seu lançamento, o portal Metacritic deu-lhe 100 pontos em 100 possíveis, com a equivalência de "aclamação mundial".
"What's Going On" foi indicada para dois prêmios Grammy incluindo Best R&B Performance e Best Instrumental Arrangement Accompanying Vocalist(s), onde perdeu para "Uncle Albert/Admiral Halsey" de Paul & Linda McCartney. Em 2004 e 2010 ela ficou em 4º lugar na lista das "500 Maiores Canções de todos os Tempos" da revista Rolling Stone, a mais alta posição de uma música de Gaye na lista. Em 1999, os compositores e apresentadores Paul Gambaccini e Kevin Howlett, da BBC Radio 2, a listaram em #74 entre as 100 maiores músicas do século XX. Em 2003, a revista Q a colocou em #64 entre as 1001 Melhores Músicas de todos os Tempos. Ela também é a nº14 entre as 100 melhores canções de rock da VH1 e em abril de 2012 o jornal New Musical Express a colocou em 33º lugar entre as melhores canções dos anos 70.

## Reconhecimentos
| Lista                                   | Publicação                                       | Colocação | Ano de Publicação |
| --------------------------------------- | ------------------------------------------------ | --------- | ----------------- |
| 500 Maiores Canções de todos os Tempos  | Rolling Stone                                    | 4         | 2004 e 2010       |
| 100 Maiores Canções do Rock             | VH1                                              | 14        | 2000              |
| 100 Canções que mudaram o mundo         | Q                                                | 39        | 2003              |
| 1001 Maiores Canções de Todos os Tempos | Q                                                | 64        | 2003              |
| 500 Canções que moldaram o rock         | Rock & Roll Hall of Fame                         | não há    | 1995              |
| 365 Canções do século XX                | Recording Industry Association of America – RIAA | 65        | 2001              |
| 100 Maiores Canções do século XX        | BBC Radio 2                                      | 74        | 1999              |

## Versão de Cyndi Lauper
Cyndi Lauper regravou "What's Going On" para seu álbum True Colors, de 1986. Na versão do álbum ela começa com uma série de tiros em referência à Guerra do Vietnã; na versão single, é feito um remix alternando com um vocal usado na introdução. Lançada como terceira single do álbum em março de 1987, ela alcançou o 12º lugar na lista Hot 100 e o 17º na Hot Dance/Music Club Play. O vídeoclipe da canção foi exaustivamente exibido na MTV norte-americana e foi indicado ao prêmio principal do MTV Video Music Awards daquele mesmo ano. O crítico Eugene Chadbourne do Allmusic considerou a versão de Lauper "cativante".

### Classificação nas paradas
| Parada (1987)                 | Melhor posição |
| ----------------------------- | -------------- |
| Billboard Hot 100             | 12             |
| Billboard Hot Dance Music     | 7              |
| Billboard Hot Dance Club Play | 17             |
| Cash Box Top 100 Singles      | 15             |

## Versões para ajuda humanitária

### Live Aid Armenia
A regravação de "What's Going On" foi o primeiro lançamento do Live Aid Armenia, em 1989 – depois rebatizado Rock Aid Armenia para lançamentos subsequentes – um esforço da indústria britânica de discos para ajudar as vítimas do terremoto de 1988 na Armênia. Contou com a participação de Aswad, Boy George, David Gilmour, Errol Brown, Richard Darbyshire, Gail Ann Dorsey, Nick Heyward, Mykaell S. Riley, Labi Siffre, Helen Terry, Ruby Turner, Elizabeth Westwood e a Reggae Philharmonic Orchestra. Produzido por Steve Levine, foi lançada como single pela Island Records.

### Artists Against AIDS Worldwide
Em outubro de 2001, um grupo de artistas com o nome de Artists Against AIDS Worldwide (Artistas Contra AIDS no Mundo) lançou um álbum que continha várias versões da música. O intuito era beneficiar programas de combate à AIDS na África e em outras regiões pobres no planeta. Jermaine Dupri produziu o álbum, que contou com as participações de Christina Aguilera, Gwen Stefani, Bono, N' Sync, Britney Spears, Destiny's Child, Jennifer Lopez, Nona Gaye, entre outros astros da música pop. O álbum continha o single original junto com 11 remixes adicionais. Ele foi gravado logo antes dos ataques de 11 de setembro de 2001 e foi decidido depois que parte dos lucros da canção também beneficiaria a Cruz Vermelha em prol das vítimas do ataque. Abaixo a lista dos artistas que cantam essa música nas diversas versões do álbum:
- *NSYNC
- Aaron Lewis do Staind
- Alicia Keys
- Backstreet Boys
- Bono (produtor)
- Britney Spears
- Christina Aguilera
- Darren Hayes
- Destiny's Child
- Eve
- Fred Durst do Limp Bizkit
- Gwen Stefani
- Ja Rule
- Jagged Edge
- JC Chasez
- Jennifer Lopez
- Jermaine Dupri (produtor)
- Justin Timberlake
- Lil Kim
- Mary J. Blige
- Monica
- Michael Stipe do R.E.M.
- Nas
- Nelly
- Nelly Furtado
- Nona Gaye
- Sean Combs
- TLC
- Usher
- Wyclef Jean